# 紗央莉と未来の乙女チックナイト!!
紗央莉と未来の乙女チックナイト!!（さおりとみくのおとめチックナイト!!）はラジオ関西で放送されていたアニたまどっとコムのラジオ番組。

## 概要
- パーソナリティ：原紗央莉、吉川未来
- 放送曜日&配信サイト：毎週土曜日26:30 - 27:00/公式HPは水曜更新
- 放送期間：2008年7月5日 - 9月27日

## コーナー
- ネタバレ御免!恋愛名作言いたい放題〜!

- 乙女のテーマトーク!

## ゲスト
- #9 山本夢・池田彩